# 1966年の大洋ホエールズ
1966年の大洋ホエールズでは、1966年の大洋ホエールズの動向をまとめる。
この年の大洋ホエールズは、三原脩監督の7年目のシーズンである。

## 概要
前年4位から巻き返すべく、外国人をケン・アスプロモンテと南海から移籍のジョー・スタンカに一新するが、自慢のメガトン打線が沈黙し、またエースの秋山登が衰えた投手陣も崩壊。5月1日には佐々木吉郎が完全試合を達成するなど明るい話題もあったが、チームは開幕から最下位独走。一時はサンケイと入れ替わって5位に座るも、最後は息切れして優勝の巨人に37ゲーム、2位中日には24ゲームも付けられるなどさんざんな1年となった。投手陣は高橋重行・稲川誠・小野正一などがそれなりの成績を残したが、秋山は6勝8敗と負け越しに終わり、2ケタ勝利をあげたのは稲川だけでチーム防御率3.74のリーグ最下位。トップクラスの打撃陣はチーム本塁打が116本とまずまずだったものの、得点が巨人に100点以上つけられ428点のリーグ3位。最下位に終わった一方で、松原誠のレギュラー定着が明るい話題だった。対戦成績ではV2の巨人に同一カード14連敗を喫するなど5勝21敗と相性が悪かった一方で、阪神など3球団には13勝13敗の五分で健闘した。シーズン途中の6月6日には三原監督が検査入院のため休養するハプニングもあった。

## チーム成績

### レギュラーシーズン
| 1 | 左 | 重松省三 |
| 2 | 二 | 近藤昭仁 |
| 3 | 中 | 近藤和彦 |
| 4 | 三 | 桑田武   |
| 5 | 右 | 黒木基康 |
| 6 | 遊 | アスプロ |
| 7 | 一 | 松原誠   |
| 8 | 捕 | 土井淳   |
| 9 | 投 | 秋山登   |

| 順位 | 4月終了時 | 4月終了時 | 5月終了時 | 5月終了時 | 6月終了時 | 6月終了時 | 7月終了時 | 7月終了時 | 8月終了時 | 8月終了時 | 最終成績 | 最終成績 |
| ---- | --------- | --------- | --------- | --------- | --------- | --------- | --------- | --------- | --------- | --------- | -------- | -------- |
| 1位  | 中日      | --        | 巨人      | --        | 巨人      | --        | 巨人      | --        | 巨人      | --        | 巨人     | --       |
| 2位  | 広島      | 0.5       | 中日      | 1.0       | 中日      | 1.0       | 中日      | 4.5       | 中日      | 6.5       | 中日     | 13.0     |
| 3位  | サンケイ  | 1.0       | 広島      | 2.0       | 広島      | 7.0       | 広島      | 15.0      | 広島      | 21.0      | 阪神     | 25.0     |
| 4位  | 巨人      | 1.5       | 阪神      | 6.0       | 阪神      | 13.0      | 阪神      | 20.5      | 阪神      | 26.5      | 広島     | 32.0     |
| 5位  | 阪神      | 3.5       | サンケイ  | 8.0       | サンケイ  | 14.5      | サンケイ  | 26.0      | 大洋      | 30.0      | 大洋     | 37.0     |
| 6位  | 大洋      | 5.5       | 大洋      | 10.0      | 大洋      | 18.5      | 大洋      | 27.0      | サンケイ  | 33.0      | サンケイ | 37.0     |

| 順位 | 球団             | 勝 | 敗 | 分 | 勝率 | 差   |
| 1位  | 読売ジャイアンツ | 89 | 41 | 4  | .685 | 優勝 |
| 2位  | 中日ドラゴンズ   | 76 | 54 | 2  | .585 | 13.0 |
| 3位  | 阪神タイガース   | 64 | 66 | 5  | .492 | 25.0 |
| 4位  | 広島カープ       | 57 | 73 | 6  | .438 | 32.0 |
| 5位  | 大洋ホエールズ   | 52 | 78 | 0  | .400 | 37.0 |
| 5位  | サンケイアトムズ | 52 | 78 | 5  | .400 | 37.0 |

## オールスターゲーム
| ファン投票 | 選出なし |          |
| 監督推薦   | 松原誠   | 近藤和彦 |

## できごと
- 5月1日 - 佐々木吉郎が広島市民球場での対広島カープダブルヘッダー第二試合の6回戦において完全試合達成[2]。
- 6月6日 - 三原脩監督が健康診断のため東京の九段坂病院に入院[3]。

## 表彰選手
| リーグ・リーダー |
| ---------------- |
| 受賞者なし       |

| ベストナイン |
| ------------ |
| 選出なし     |